# Campeonato de España de atletismo de 1935
El XVIII Campeonato de España de Atletismo se disputó los días 24 y 25 de agosto de 1935 en el Estadio de Berazubi, Tolosa, en categoría masculina, y el 7 de julio del mismo año, en las instalaciones deportivas del Estadio de Montjuich, Barcelona, en categoría femenina.

Como en la edición anterior, las mujeres disputaron el campeonato en fecha diferente y distinto lugar a los hombres.

Es de significar que esta es la última edición del Campeonato de España de atletismo donde participan las mujeres, no haciendo su reaparición hasta la edición del año 1963.